# Barbas de ballena
Las barbas de ballena, o simplemente ballenas, son las láminas elásticas de queratina que poseen los misticetos en el maxilar superior y que utilizan para alimentarse. El término ballena proviene del latín ballaena, considerado un préstamo de una lengua previa mediterránea, al igual que el griego phalaina.

## Descripción
Los misticetos carecen de dientes (a diferencia de los odontocetos), en su lugar tienen filas de láminas llamadas «barbas» en el maxilar superior. Son lisas, flexibles, con bordes deshilachados, colocadas en dos filas paralelas, semejantes a enormes peines. Las barbas están compuestas de queratina, la misma sustancia de la que está compuesto el pelo, los cuernos, las uñas o las plumas.
Según la especie de misticeto, una barba puede tener de menos de 30 cm en el caso del rorcual albiblanco, a los 4,5 m de longitud en la ballena de Groenlandia. Su número oscila entre las 150 de la ballena gris y las 400 de la yubarta o el rorcual azul.
Curiosamente los misticetos poseen pequeños dientes durante su fase fetal, pero van desapareciendo mientras se desarrollan y acaban siendo sustituidos por barbas permanentes antes de nacer.

## Alimentación por filtrado

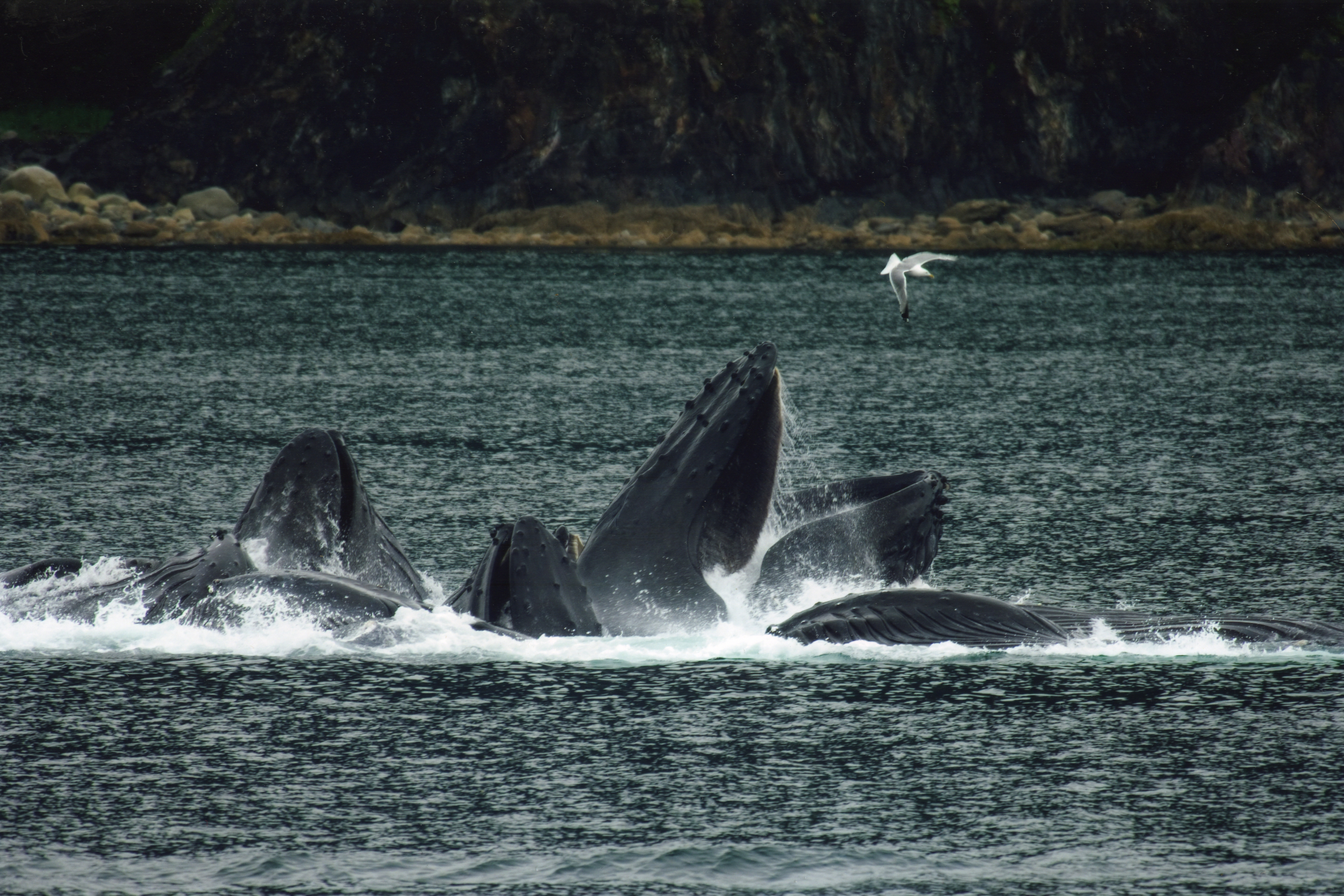
Grupo de yubartas alimentándose.

Las barbas de ballena desempeñan el papel más importante en el proceso de alimentación llamado «alimentación por filtrado»: abren sus mandíbulas mientras nadan, después las cierran, usan su garganta y su lengua para que el agua vuelva a salir de su boca a través de las barbas, lo que permite que el agua salga mientras captura las presas (pequeños peces, copépodos, kril...) entre los finos pelos de las puntas las barbas. Los misticetos son el único grupo vertebrado que utiliza este método de alimentación (los flamencos y las focas cangrejeras usan métodos similares, pero no tienen barbas) y con este sistema se han desarrollado hasta alcanzar tamaños inmensos.

## Usos en la industria

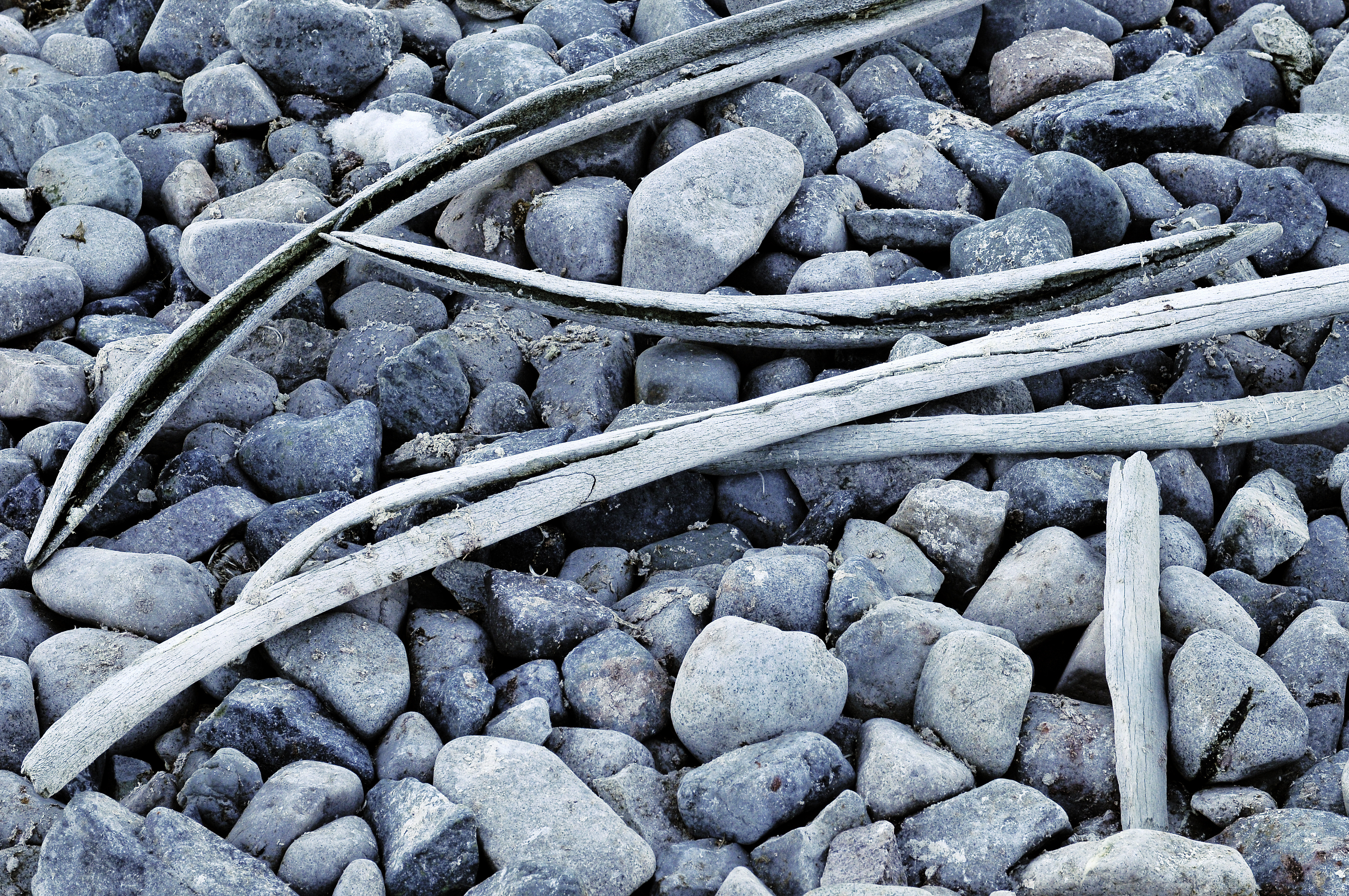
Restos de barbas de ballena en una playa de la isla Cuverville, costa de Danco, Antártida.

El tejido de las barbas se compone de fibras longitudinales de las que resulta un cuerpo muy elástico, flexible, de una resistencia incorruptible y duración ilimitada, por lo que eran utilizadas antes de la invención del plástico y otros materiales sintéticos para la fabricación de múltiples objetos como las venencias y otros, pero sobre todo en corsetería (todavía hoy se habla de las «ballenas» en vestidos, corsés, ...) y para fabricar las varillas (llamadas también ballenas) de paraguas y sombrillas debido a su solidez, ligereza y elasticidad.

## Referencias

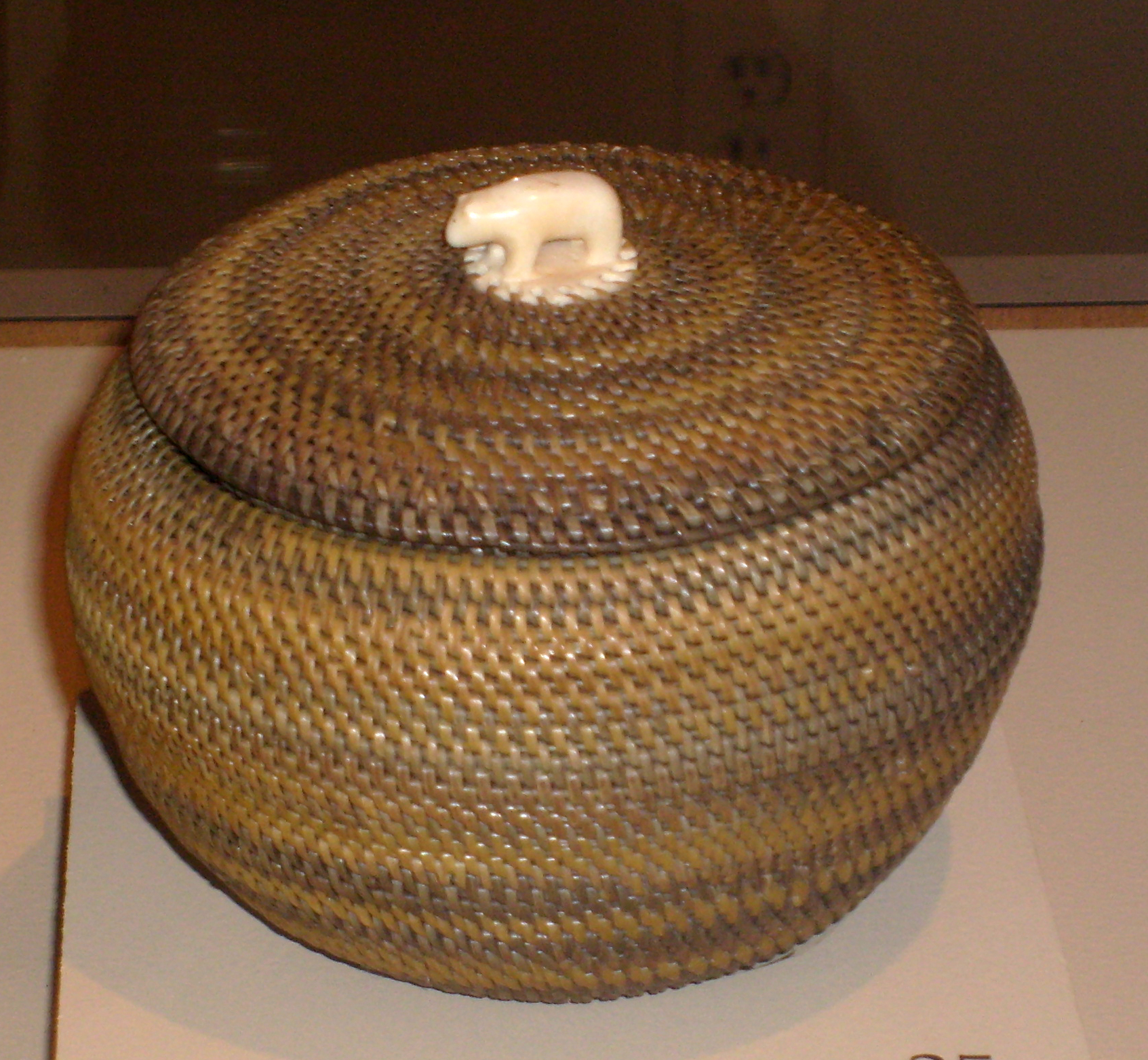
Cesta de barbas ballena fabricada por el artesano inupiat Kinguktuk (1871-1941) de Utqiaġvik, Alaska. Mango de marfil Exhibida en el Museo del Hombre, San Diego, California.